# Jules Flandrin

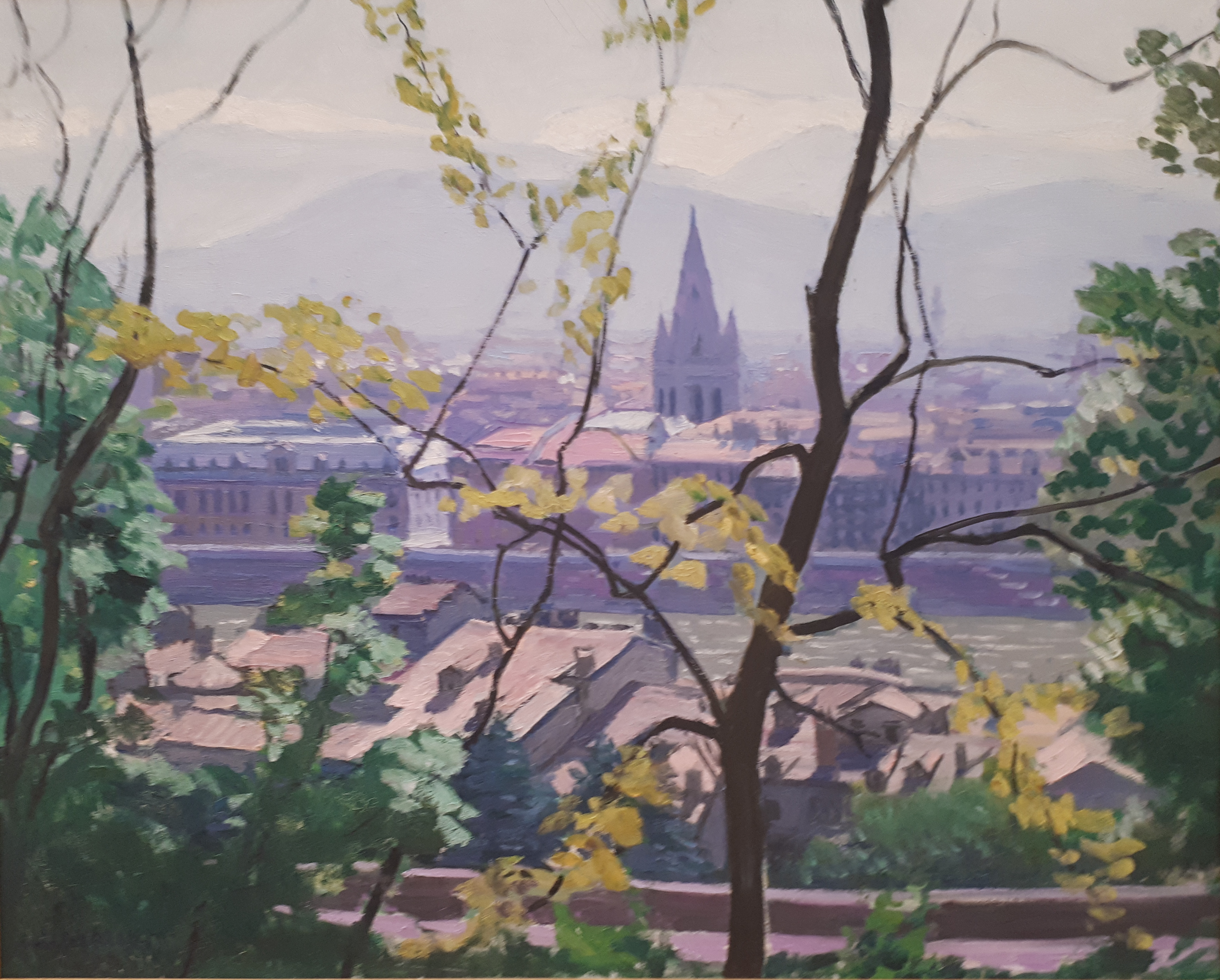
Los muelles de Isère vistos desde el ascenso de Rabot (1928), Museo de Grenoble

Jules-Léon Flandrin (Corenc, 9 de julio de 1871 - Corenc, 25 de marzo de 1947) fue un pintor y grabador francés. 

## Biografía
Estudió en la Escuela Nacional Superior de Bellas Artes de París, donde fue alumno de Gustave Moreau. Recibió también lecciones de Pierre Puvis de Chavannes. De estilo clasicista, pintó sobre todo paisajes, tanto de Francia como de Italia y Grecia, así como cuadros inspirados en los ballets rusos. Decoró la iglesia de su villa natal, así como la de San Bruno en Grenoble.
Fue caballero de la Legión de Honor.